# Anna di Tver'
Anna di Tver' (in russo Анна Ивановна?; ... – Davyd-Haradok, 1471) fu granduchessa di Lituania e moglie di Švitrigaila.
Era la figlia del principe Ivan Ivanovič, figlio a sua volta del principe di Tver', Ivan di Tver' (1357–1425) e di Miklausė Maria di Lituania (?–1405).

## Biografia
Crebbe a Tver'. Secondo lo storico S. V. Polekhov il suo matrimonio con il granduca di Lituania Švitrigaila ebbe luogo tra il novembre del 1430 e il giugno del 1431. È verosimile che avesse adottato il cattolicesimo e fosse stata battezzata ricevendo il nome di Sofia. Quando ebbe luogo ad Ašmjany il complotto per detronizzare Švitrigaila, nella notte tra il 31 agosto e il 1º settembre 1432, Anna fu catturata assieme ad alcune delle guardie al loro seguito. Verso la fine dell'anno, nel mese di dicembre, la donna diede alla luce un figlio. Poiché il nome del nascituro non risulta noto e nessun documento storico fornisce ulteriori chiarimenti, è verosimile credere che il giovane non  fosse visssuto a lungo. La speranza di Švitrigaila appariva quella di originare una propria dinastia, in maniera tale da poter fronteggiare quella di Ladislao Jagellone. Tuttavia, Švitrigaila non ebbe più figli.
Dopo la battaglia di Pabaiskas del 1435, il suo destino rimase sconosciuto fino al 1442, quando Švitrigaila fu nominato duca di Volinia. Intorno al 1447, Casimiro IV Jagellone assegnò ad Anna a titolo di feudo Davyd-Haradok. La granduchessa sopravvisse al marito (che morì nel 1452) e rimase a capo di Davyd-Haradok fino alla sua morte, avvenuta nel 1471.